# Heal the World Foundation
De oorspronkelijke Heal the World Foundation was een door de Amerikaanse popster Michael Jackson opgerichte liefdadigheidsorganisatie. Gedurende de periode 1992 tot en met 2002 gebruikte Jackson de organisatie om geld in te zamelen voor de aanpak tegen drugs- en alcoholmisbruik, (kinder)armoede, hongersnood en kansenongelijkheid. 

## Geschiedenis
De oprichting van de stichting werd geïnspireerd door zijn liefdadigheidssingle met dezelfde naam. Via zijn stichting heeft Jackson 46 ton aan voorraden naar Sarajevo vervoerd, drugs- en alcoholmisbruik bestreden, onderwijs ingesteld en miljoenen dollars gedoneerd aan kansarme kinderen, waaronder de volledige betaling van de levertransplantatie van een Hongaars kind. Door het niet indienen van jaarrekeningen verloor de liefdadigheidsinstelling in 2002 haar status van belastingvrijstelling. Een andere organisatie, die geen relatie heeft met de stichting van Michael Jackson, werd opgericht in de staat Californië onder dezelfde naam en vroeg een nieuwe belastingvrijstelling aan in 2008. Het landgoed Jackson heeft in 2009 juridische stappen ondernomen tegen deze organisatie wegens oneerlijke handelspraktijken en handelsmerkinbreuk.